# ألجيرداس
ألجيرداس (1296 - مايو 1377) هو دوق ليتوانيا الحاكم من 1345 إلى 1377. أنشأ إمبراطورية تمتد من دول البلطيق الحالية إلى البحر الأسود على بعد مسافة 80 كيلومترًا (50 ميلًا) من موسكو، وذلك بمساعدة شقيقه كيشتوتيس (الذي دافع عن الحدود الغربية للدوقية).
ألجيرداس واحد من سبعة أبناء لدوق ليتوانيا الحاكم غديمين، قبل وفاة غديمينياس في عام 1341 قسم مملكته، وترك ابنه الأصغر يانوتيس حاكمًا على العاصمة فيلنيوس. بمساعدة شقيقه كيشتوتيس،طرد ألجيرداس يانوتيس الغير كفء وأعلن نفسه دوقًا حاكمًا في عام 1345، وكرّس الثلاث والثلاثين سنة التالية من حياته لتطوير دوقية ليتوانيا الكبرى وتوسعتها.
بعد أن أصبح حاكمًا لليتوانيا، لُقب ألجيرداس بملك ليتوانيا في سجلات كتب التاريخ الليفونية بدلًا من مصطلح كنياز (بالإنجليزية: أمير، دوق) أو فيليكي كنياز (أمير حاكم).
يُعتقد أن عاملين ساهما في حدوث ذلك: الحنكة السياسية التي امتلكها ألجيرداس والولاء الذي أظهره كيشتوتيس. يُوضح التقسيم بين ممالكهما بطريقة يظهر ألجيرداس فيها حصرًا في المصادر السلافية الشرقية، في حين يرد ذكر كيشتوتيس في السجلات الغربية. كانت ليتوانيا محاصرة بالأعداء، إذ كان فرسان تيوتون في الشمال الغربي وخانية القبيلة الذهبية في الجنوب الشرقي يسعون إلى السيطرة على أراضيها، بينما كانت بولندا إلى الغرب ودوقية موسكو إلى الشرق منافسين معاديين منذ القدم.

## توسع ليتوانيا
حافظ ألجيرداس على مكانته واكتسب نفوذًا وأراضٍ على حساب دوقية موسكو وخانية القبيلة الذهبية، وشرع بتوسيع حدود دوقية ليتوانيا الكبرى حتى البحر الأسود. ركزت جهوده الرئيسية على تأمين الأراضي السلافية التي كانت جزءًا من روس كييف السابقة. على الرغم من أن ألجيرداس ساهم في انتخاب ابنه أندرو أميرًا لبسكوف والحصول على دعم أقلية قوية من مواطني جمهورية نوفغورود ضد دوقية موسكو، كان حكمه في كلا المركزين التجاريين غير مستقر.
احتل ألجيرداس الإمارات الرئيسية لسمولينسك وبريانسك. على الرغم من أن علاقته مع الدوق الحاكم لدوقية موسكو اتسمت بكونها ودية عمومًا (والذي ظهر في زواجه من اثنتين من أميرات روسيا الأرثوذكسيات)، حاصر موسكو في عامي 1368 و 1370 خلال حرب ليتوانيا ضد موسكو (1368-1372). من أهم الإنجازات التي حققها ألجيرداس انتصاره في معركة المياه الزرقاء على نهر بوك الشمالي في عام 1362، ما أدى إلى تفكك القفجاق وأرغم الخان على تغيير مقره ليصبح في القرم.
في رسالة لفيلوثيوس كوكينوس، بطريرك القسطنطينية، في عام 1371، أطلق ألجيرداس على نفسه لقب «ملك ليتوانيا»، وطالب بمطران مستقل (عن موسكو) لكييف وسمولينسك وتفير وروسيا الصغرى ونوفوسيل ونيجني نوفغورود، ونفى ادعاءات موسكو بأنه هاجمها دون سبب.

## معتقداته ووفاته
وفقًا للمؤرخين الحديثين، «كان الإبقاء على الوثنية أداة دبلوماسية وسلاحًا مفيدًا لغديميناس وألجيرداس، ما سمح لهما باستخدام وعود التنصير وسيلة للحفاظ على سلطتهما واستقلالهما». وصف هيرمان فون وارتبرغ ويان دلوغوش ألجيرداس بأنه كان وثنيًا حتى وفاته في عام 1377. تدعم التقارير البيزنطية المعاصرة المصادر الغربية؛ إذ وصف بطريرك نيلوس ألجيرداس بأنه «أمير يعبد النار» وذكر بطريرك آخر، فيلوثيوس، الطوائف النبيلة الروثينية التي ساعدت ألجيرداس الكافر. أُشير كذلك إلى معتقداته الوثنية في سجلات المؤرخ البيزنطي القرن الرابع عشر نيسيفوروس غريغوراس.
عقب وفاة ألجيرادس، جرى حرق جثته على منصة احتفالية مع 18 حصانًا والعديد من ممتلكاته في غابة قرب مايشياغالا، على الأرجح في مزار الغابة في كوكافيتيس في الموقع الذي يقع عند 54°55'42" شمالًا و 25°01'04" شرقًا. منذ عام 2009، أُجريت العديد من الأبحاث الأثرية على موقع دفنه المزعوم. يشمل نسل ألجيرداس عائلات تروبتسكوي وتشارتوريسكي وسانغوسكو.
على الرغم من أنه قيل إن ألجيرداس أمر بمقتل أنتوني وجون وأوستاثيوس من فيلنيوس، الذين جرى تمجيدهم لاحقًا باعتبارهم شهداء في الكنيسة الأرثوذكسية الروسية، تؤكد سجلات كرونيكا بيتشوفيتس في القرن السادس عشر وكرونيكا هوستينسكا في القرن السابع عشر على أنه اعتنق المسيحية الأرثوذكسية قبل زواجه بماريا من فيتيبسك في عام 1318. بُنيت العديد من الكنائس الأرثوذكسية في فيلنيوس خلال حكمه، ولكن تأكيد تعميده غير مدعوم بمصادر معاصرة. مع ذلك، يدعي بعض المؤرخين الروس (مثل باتيوشيكوف) أن ألجيرداس كان حاكمًا أرثوذكسيًا. في كييف بيشيرسك لافرا، الذي أيدته ذرية ألجيرداس، سُجل اسمه المعمودي باسم ديمتريوس خلال الستينيات من القرن الخامس عشر. وفقًا لفويتشيتش فيوك كويالوفيتش وماكاريوس الأول، كتب فلاديمير أنتونوفيتش أن ألجيرداس اتخذ النذور الرهبانية بضعة أيام قبل وفاته ودفنه في كاتدرائية والدة الحاكم في فيلنيوس تحت اسم الراهب أليكسيوس.